# 윌리비에스카

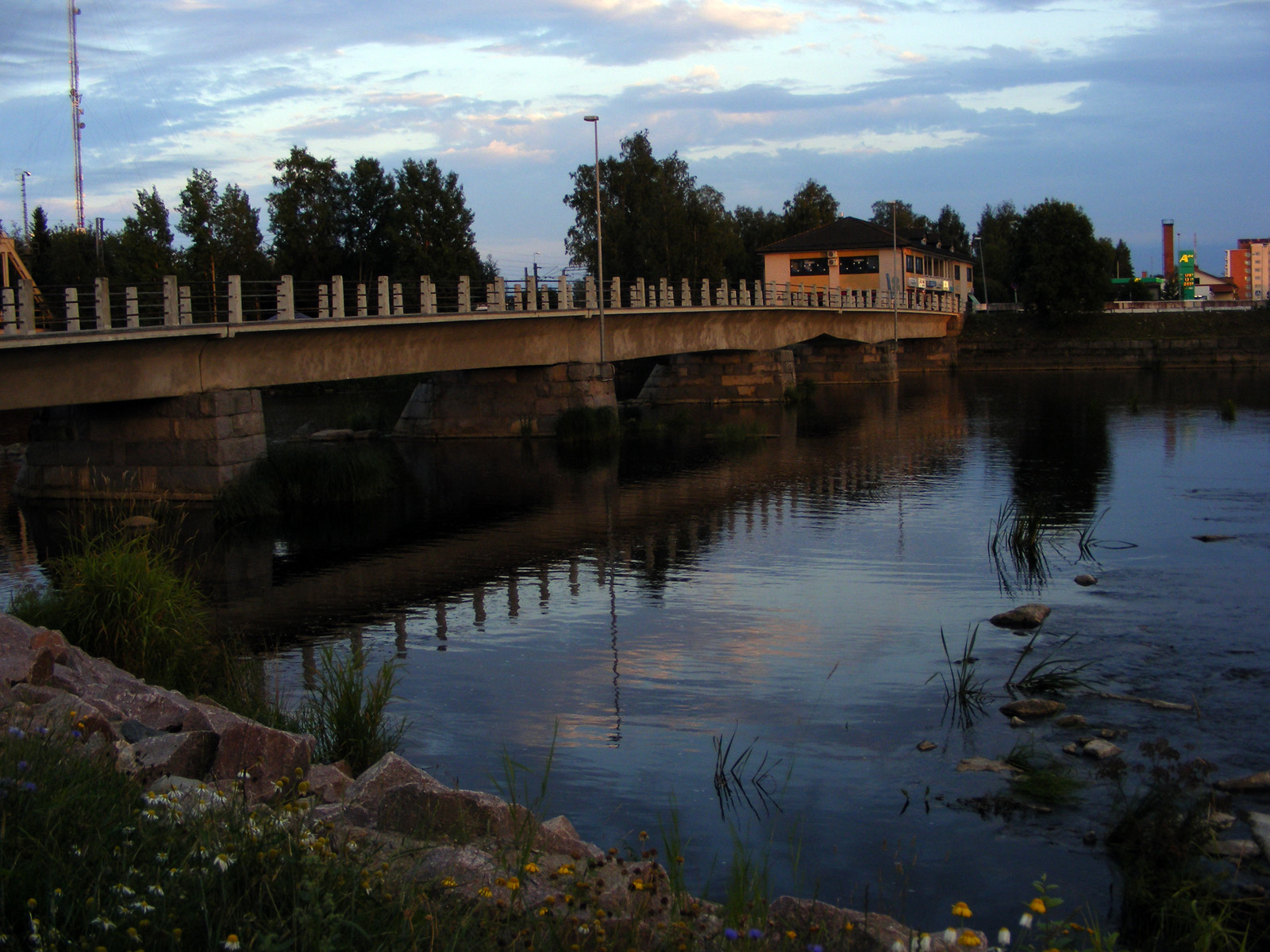
윌리비에스카

윌리비에스카의 위치

윌리비에스카(핀란드어: Ylivieska)는 핀란드 북포흐얀마 지역에 위치한 도시로 면적은 573.12km2, 인구는 15,076명(2016년 기준), 인구 밀도는 26.52명/km2이다. 오울루에서 남쪽으로 약 130km 정도 떨어진 곳에 위치한다.

시 문장